# Bola d'esquer

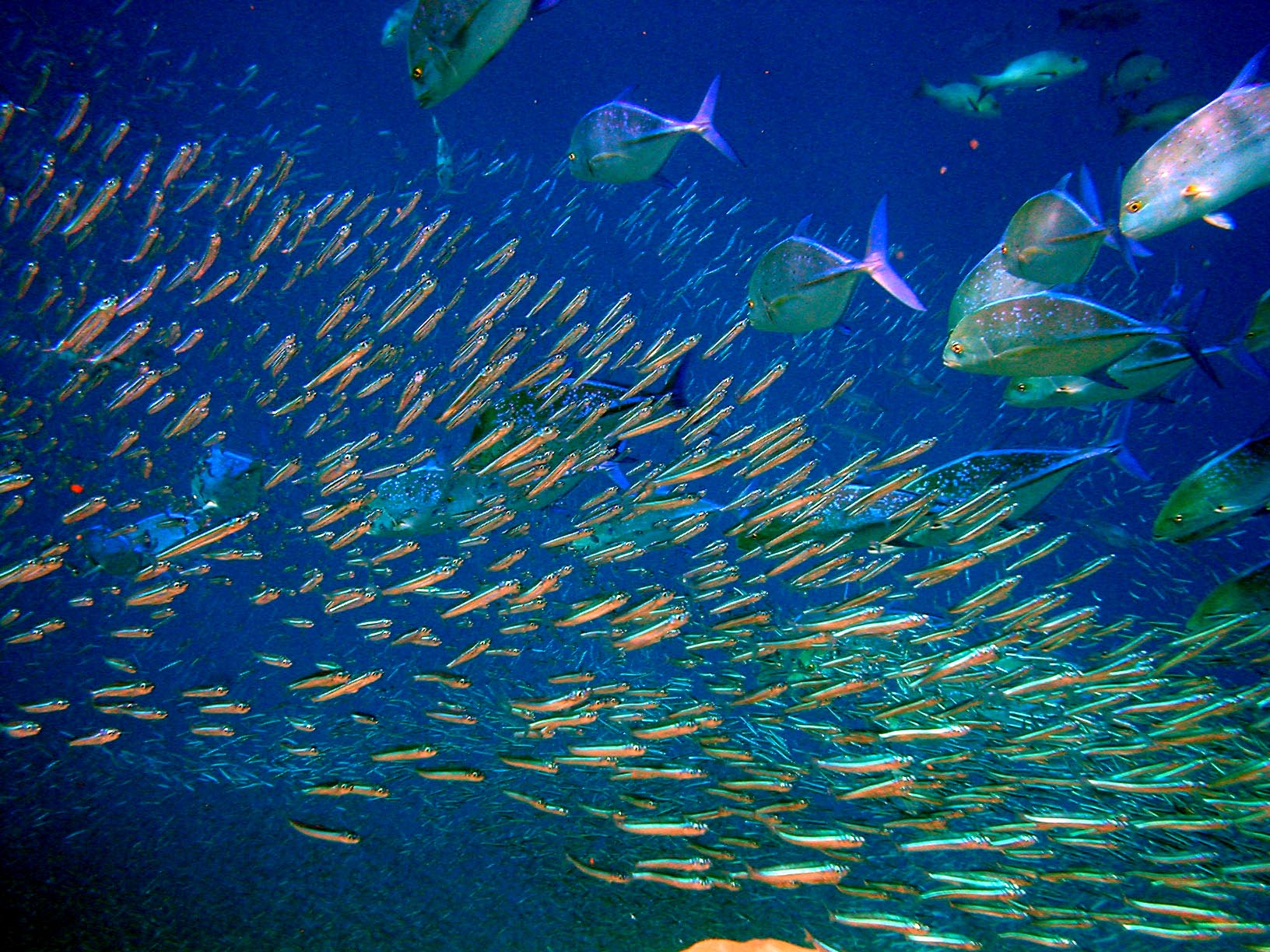
Un banc de sorelles d'aleta blava caçant un banc d'anxoves, que poden formar una bola d'esquer si se senten prou amenaçades.

Una bola d'esquer es produeix quan peixos petits van en tropell en una formació esfèrica molt compacta. És una mesura defensiva d'últim recurs que adopten els peixos que formen bancs quan se senten amenaçats per depredadors. Aquest tipus de peixos són consumits per molts depredadors diferents, per la qual cosa se'ls coneix com a peixos d'esquer o peixos de farratge.